# 복수자의 비극

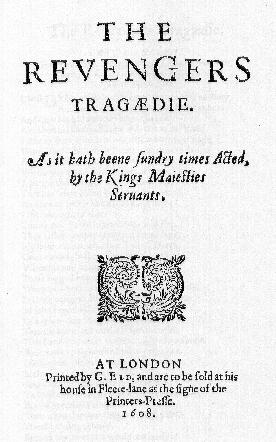
초판 표지

복수자의 비극(The Revenger's Tragedy)은 토머스 미들턴이 지은 영어 복수 비극이다. 1606년 공연되었으며 1607년 조지 엘드에 의해 출판되었다.
＜복수자의 비극＞은 여러 면에서 윌리엄 셰익스피어의 ＜햄릿＞과 닮았다. 복수를 위해 연극을 이용하는 것이며 복수를 완수한 뒤 복수자도 결국 비참한 종말을 맞는다는 결말, 복수자가 손에 해골을 들고 독백하는 세부 장면까지 비슷하다. 하지만 두 작품에는 결정적인 차이점이 존재한다. 복수 이후 다가올 미래를 바라보는 관점이다. 햄릿의 죽음 이후 덴마크 왕국은 혼란을 수습하고 더 나은 미래를 맞이할 것처럼 보인다. 하지만 ＜복수자의 비극＞에선 악의 축이었던 공작 가문이 멸문되다시피 한 뒤 권력을 장악한 안토니오 (Antonio) 역시 폭력과 억압으로 공국을 다스릴 조짐을 보인다. 빈디체 (Vindice)는 피의 시대를 끝내고자 죄를 자백하며 법에 심판을 맡겼지만, 새로운 통치자 안토니오는 빈디체가 쏘아 올린 반란의 화살이 다시 자신에게로 향할까 두려워 성급히 빈디체를 처형해 버린다. 미래에 대한 낙관과 비관이라는 관점의 차이는 두 작품이 많은 유사점에도 불구하고 완전히 다름을 보이는 결정적인 요소다.
미들턴은 ＜복수자의 비극＞으로 복수극의 전형을 완성했다. 불륜, 살인, 욕정으로 혼탁해진 영국 귀족 사회를 신랄하게 비판하면서도, 곳곳에 풍자 섞인 대사와 장면들을 배치해 웃음을 유발한다. 한편 복수 끝에 도래할 세계가 전보다 새롭지도, 낫지도 않을 것임을 암시하는 결말은 ‘복수자의 비극’이 단순히 죽음만은 아님을 의미한다. 희망을 꿈꾼 복수자에게는 희망이 없는 미래야말로 진정한 비극이기 때문이다.

## 줄거리
빈디체 (Vindice)는 정혼자가 공작의 음흉한 계략에 말려들어 스스로 목숨을 끊고, 아버지가 공작의 세도에 못 이겨 병환으로 죽은 뒤, 스페인어로 ‘복수하는 사람’을 뜻하는 이름 그대로 복수의 화신이 된다. 죽은 정혼자의 해골을 손에 들고 등장한 빈디체의 독백은 이후 전개될 무시무시한 복수 과정을 예고한다. 한편 공작과 공작의 아들, 새로운 공작부인과 그녀의 세 아들, 공작의 사생아까지, 권세를 등에 업은 이들의 악행은 거침이 없다. 정숙한 부인을 겁탈하고 순결한 처녀를 욕보이고 권력을 위해 간계와 살인도 서슴지 않지만, 법은 이들을 심판하지 못한다. 빈디체는 스스로 악이 되어 공작 부자를 충동질하고 이들이 서로를 죽고 죽이도록 교묘히 계략을 세운다. 그리고 마침내 복수를 완수한다.